# Verglas massif de décembre 2013 dans le Nord-Est de l'Amérique du Nord
Pour les articles homonymes, voir Verglas (homonymie).
Le verglas massif de décembre 2013 dans le Nord-Est de l'Amérique du Nord est un épisode prolongé de pluie verglaçante associé avec une tempête hivernale qui est passée du Midwest des États-Unis, au sud de l'Ontario et du Québec puis vers les provinces atlantiques du Canada entre le 20 et le 23 décembre 2013. Cet épisode de pluie verglaçante est le plus important au Canada depuis le verglas massif de janvier 1998 dans le Nord-Est de l'Amérique du Nord. Elle a privé d'électricité près d'un million de clients (soit plus de 2 millions de personnes si on compte deux personnes par maisonnée), dans certains cas plus d'une semaine, et causés des dommages très importantes aux arbres et à certaines structures.

## Évolution météorologique

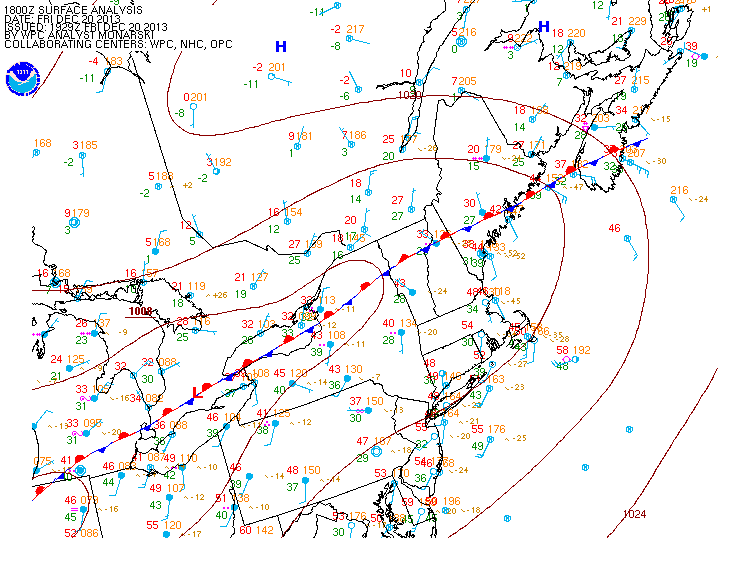
Carte météorologique de surface le 20 décembre à 18 UTC (locale) montrant la position du front chaud

Une série de dépressions en provenance du Texas, et passant par le Midwest des États-Unis, sont entrées sur le sud de l'Ontario vers 14 h locale le 20 décembre 2013. Elles étendaient un front chaud plus ou moins stationnaire vers Toronto, l'extrême nord des États de New York et de la Nouvelle-Angleterre. Bien au nord de ce front, la neige tombait en abondance alors que près de celui-ci, c'est de la pluie verglaçante et du grésil qui étaient rapportés. Cette pluie a atteint la ville de Toronto en soirée et s'est prolongée par vagues durant deux jours,.
La zone de verglas s'est étendu graduellement vers l'est durant la nuit du 20 au 21 pour affecter les régions de Kingston (Ontario), d'Ottawa, de la frontière entre le Québec et les États de New York, du Vermont, du New Hampshire et du Maine. Le 21 et le 22, elle atteignait le sud des provinces Atlantiques. Pendant la même période mais plus au nord, c'est une tempête de neige qui sévissait,.

## Préparatifs
Plusieurs jours avant la tempête, des bulletins météorologiques ont été envoyés par le Service météorologique du Canada et le National Weather Service pour prévenir de la possibilité d'un période étendue de pluie verglaçante et de grésil de l'extrême sud de l'Ontario au sud des Maritimes et de neige abondante plus au nord. Plus près des événements, ces services ont émis des avertissements météorologiques plus spécifiques mentionnant les quantités et les régions touchées.
Avertis de cet événement important, les services publics et les compagnies d'électricité des régions visées se sont mises en état d'alerte, dont ceux de Toronto. Le 21 décembre, le gouverneur de l'État de New York, Andrew Cuomo, a déclaré l'état de veille de tempête pour la partie nord de l'État ce qui a mis en branle le centre d'opération d'urgence.

## Impacts

Carte météorologique montrant la progression des zones de neige (blanc/bleu) et de pluie verglaçante (rouge) du 20 au 24 décembre

### Canada

#### Ontario

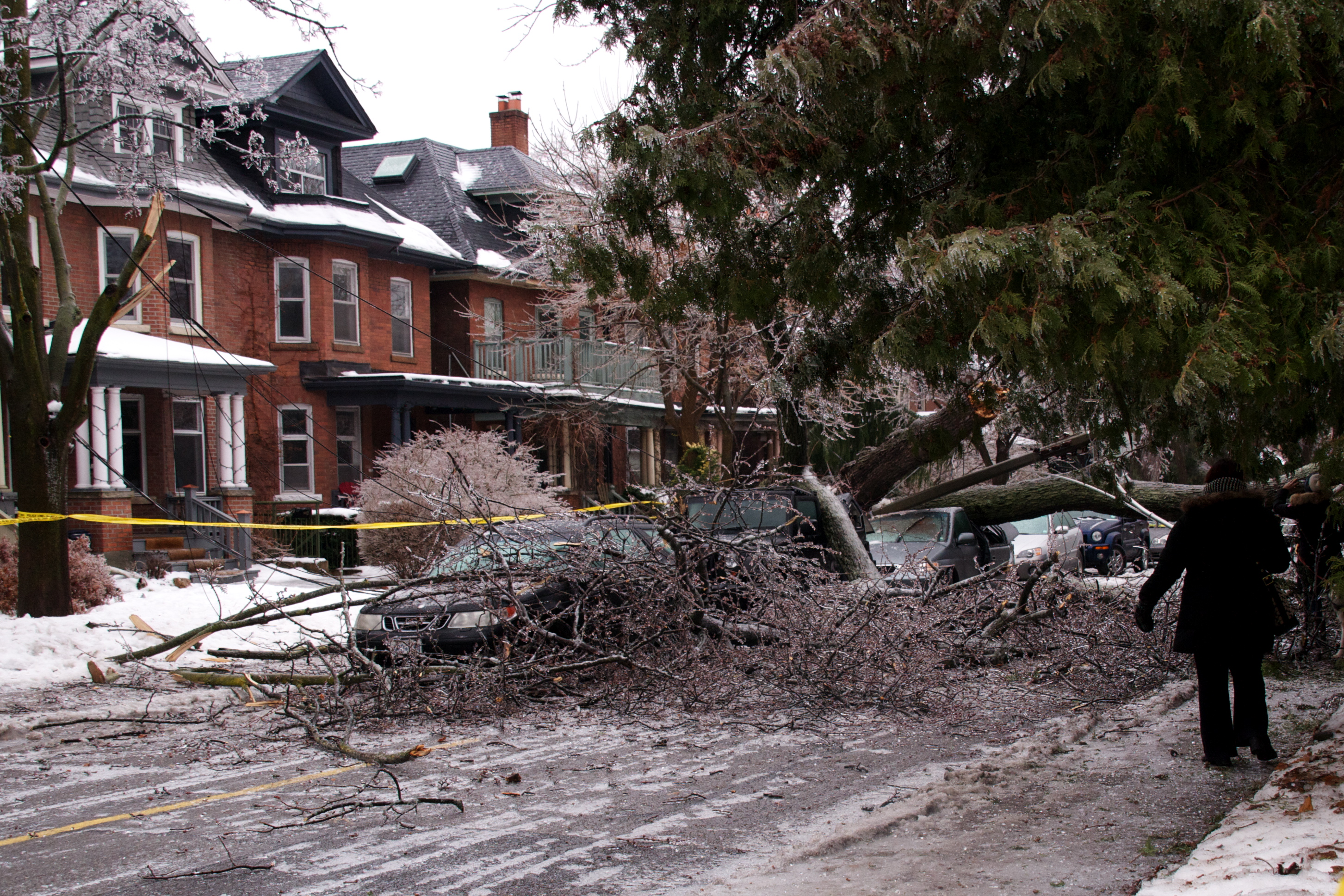
Branches et arbres tombés sur des automobiles dans le quartier The Annex de Toronto

Toronto, la plus grande ville du Canada, a souffert une panne de courant étendue durant la tempête où une accumulation de verglas d'au moins 30 mm a été rapportée. Les quartiers Etobicoke, North York et Scarborough ont été particulièrement touchés. Les arbres recouverts de cette masse de glace ont plié et de nombreuses branches ont cassé, coupant les lignes électriques. Environ 300 000 clients ont ainsi été privés d'électricité et la compagnie Toronto Hydro a dès le début prévenu qu'un grand nombre devraient patienter bien après Noël pour être reconnectés. Dans le reste de l'Ontario, plus de 250 000 clients ont également été privés d'électricité dans les régions le long des lacs Ontario et Érié, jusqu'à Ottawa.
Le dimanche 22 décembre, la société de transport de Toronto a annoncé que les tramways de la ville avaient de la difficulté à se mouvoir à cause de l'accumulation de verglas sur les lignes ; les lignes Yonge-University-Spadina et de Scaborough du métro de Toronto étaient en partie interrompues à cause des pannes électriques dans ces secteurs. À l'aéroport international Pearson de Toronto un peu plus de 21 % des départs et environ 22 % des arrivées ont été annulés le 22 décembre. Via Rail a également connu des retards, même si les trains ont continué de circuler sur le corridor Québec-Windsor.
Comme la température était sous le point de congélation, quatorze refuges ont été ouverts pour recevoir la population dans la région de Toronto. Le lundi 23 décembre, environ 185 000 clients étaient toujours sans électricité dans la région de Toronto et le 28 décembre, il en restait 18 000. Le 2 janvier, il ne restait que quelques dizaines d'abonnés dans le noir dans la région de Toronto et près de 500 autres à l'extérieur de cette région.
Le gouvernement de l'Ontario distribue des coupons échangeables contre de la nourriture à des personnes défavorisées qui ont perdu leurs vivres en raison des pannes d'électricité.

#### Québec
Au Québec, la pluie verglaçante a affecté la Montérégie et l'Estrie, où les quantités ont dépassé 25 mm par endroits et causé de nombreux bris d'équipement. Entre 15 et 30 cm de neige et de grésil sont par ailleurs tombés sur la majorité des autres régions de la vallée du Saint-Laurent, de l'Abitibi/Témiscamingue, de l'Outaouais et du Saguenay–Lac-Saint-Jean, plus en Gaspésie. Cette tempête a été à l’origine de plusieurs accidents et sorties de routes causant le décès de six personnes au Québec, mais aucune dans la zone de verglas.
Le 22 décembre au soir, 54 000 foyers étaient privés de courant, la grande majorité en Estrie avec près de 24 400 clients selon Hydro-Québec, dont 11 000 dans la Municipalité régionale de comté de Memphrémagog et à la ville de Sherbrooke 80 pannes isolées représentait environ 2 200 clients privés d'électricité. En Montérégie, environ 10 000 abonnés ont été privés d'électricité,.
Le verglas a également perturbé les activités, entre autres, les centres de ski Bromont, Mont Sutton et Mont Orford. À Sherbrooke, le transport en commun a été interrompu. Sur les routes, la chaussée glissante a forcé le service de raccompagnement Opération Nez rouge à interrompre ses activités pour la soirée de dimanche, à Québec, Montréal, Longueuil et dans la Vallée du Richelieu. Comme mentionné antérieurement, au nord de la zone de verglas, la neige est tombée en abondance et une partie de l'autoroute 20, entre Lévis et Montmagny, a été complètement fermée à la circulation en raison des accumulations de neige et de la présence de glace.
Finalement le 30 décembre, après plus d'une semaine de travail, Hydro-Sherbrooke et Hydro-Québec ont annoncé que leurs réseaux étaient rétablis. C'est 500 travailleurs d'Hydro-Québec qui ont été nécessaires pour rétablir le courant.

#### Maritimes
53 000 abonnés au Nouveau-Brunswick et 12 000 en Nouvelle-Écosse ont manqué d'électricité,. La majorité d'entre eux se retrouvent au sud-ouest du Nouveau-Brunwick à Rothesay, Saint-Stephen et Sussex, ainsi que dans la vallée d'Annapolis et la région d'Amherst en Nouvelle-Écosse. Les pannes ont été causées par des branches d'arbres qui cédèrent sous le poids du verglas, et qui emportèrent avec elles des lignes électriques. Plusieurs routes étaient partiellement couvertes de neige ou de neige mouillée avec des plaques de glace par endroits.

### États-Unis

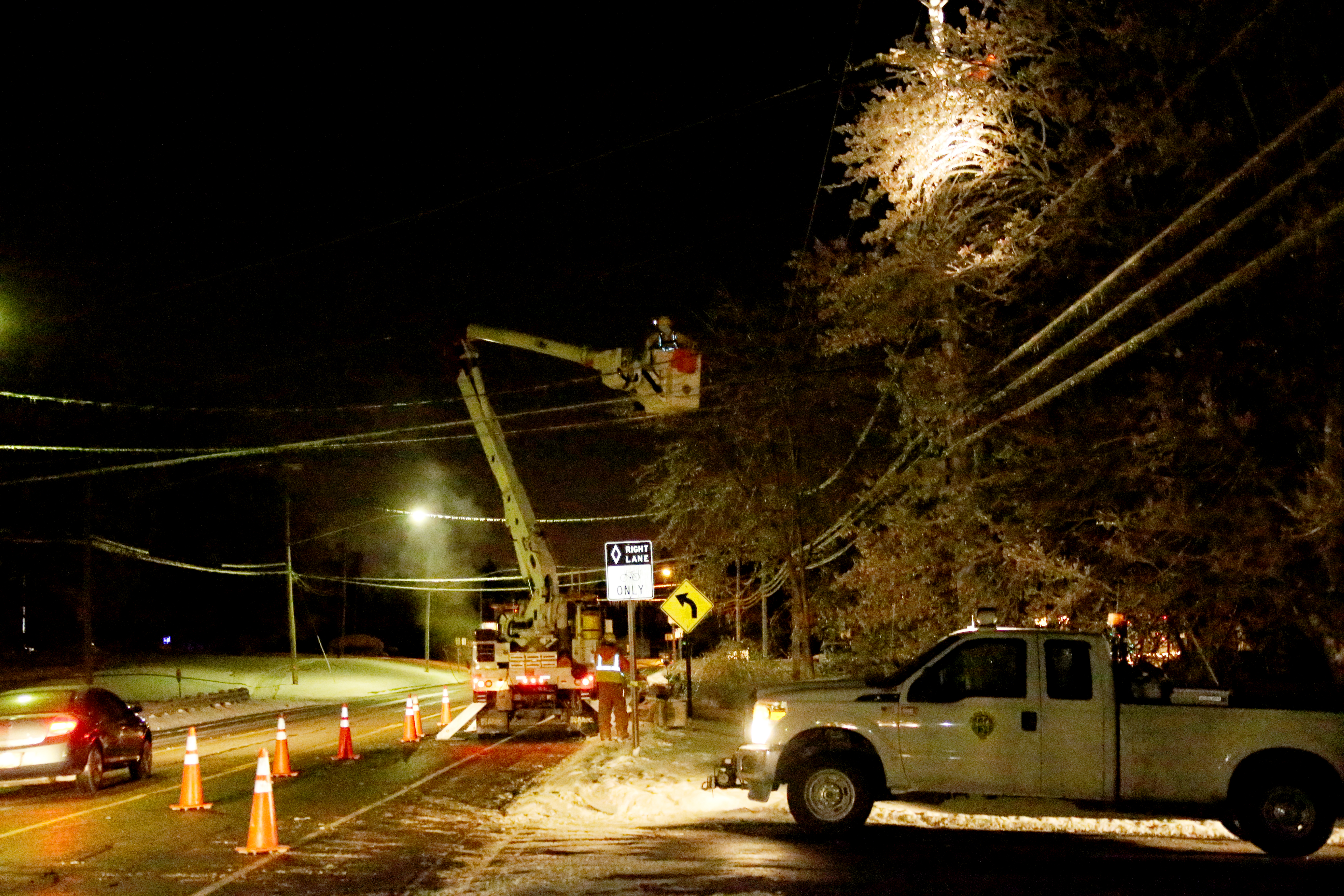
Équipe de la compagnie Consumers Energy réparant les lignes électriques à Flint (Michigan)

La tempête a affecté certaines régions des États-Unis, incluant le Michigan, le nord de l'État de New York et la Nouvelle-Angleterre. Dans le Maine, plus de 123 000 maisons et commerces ont manqué de courant. La plus importante compagnie de distribution d'électricité, la Central Maine Power (CMP), a reçu l'aide de 900 équipes de 2 travailleurs d'autres régions en plus de ses 95 équipes du place pour effectuer les réparations.
Au Michigan, 368 000 clients ont également manqué de courant, surtout dans les comtés de Genesee et Lapeer. La compagnie Consumers Energy a mentionné que c'était le pire épisode de verglas durant la semaine de Noël de son histoire de 126 ans et le plus important depuis 10 ans de manière générale.
La Croix-Rouge américaine a ouvert des refuges pour les personnes qui ont été privés de courant.